# Hugo González Sotos
Hugo González Sotos (Valencia, España, 7 de febrero de 2003) es un futbolista español que juega como extremo en el Celta Fortuna de  la Primera Federación.

## Trayectoria
Nacido en Valencia, se une al fútbol base del Valencia CF en 2010 procedente del CF Cracks,debutando con el filial el 12 de enero de 2020 al entrar como suplente en la segunda mitad en una derrota por 2-1 frente al Club Lleida Esportiu en la Segunda División B. El 13 de mayo de 2021, ya como jugador habitual del filial, renueva su contrato con el club hasta 2023.
Logra debutar con el primer equipo y en Primera División el 18 de agosto de 2023 al entrar como suplente en los minutos finales de una victoria por 1-0 frente a la UD Las Palmas.
El 25 de agosto de 2024, firma por el F. C. Cartagena de la Segunda División de España, cedido por el Valencia Club de Fútbol durante una temporada.
Sale cedido al Celta Fortuna en enero de 2025, después de media temporada el club gallego compra en propiedad al futbolista, firmando hasta 2028.

## Clubes
Actualizado al último partido disputado el 11 de mayo de 2025.
| Club                  | País   | Año       | Partidos | Goles |
| --------------------- | ------ | --------- | -------- | ----- |
| Valencia CF Mestalla  | España | 2020-2024 | 83       | 23    |
| Valencia CF           | España | 2023-2025 | 8        | 0     |
| FC Cartagena (cedido) | España | 2024-2025 | 20       | 0     |
| Celta Fortuna         | España | 2025-act. | 13       | 5     |